# 藤間香織
藤間香織 （Fujima Kaori，1982年7月6日—），日本女子手球運動員，現為日本國家女子手球隊隊員。大分縣出生，畢業於原川中学校及大分鶴崎高校。

## 簡歷
2010年11月，藤間香織代表日本出戰廣州亞運會，參加女子手球比賽項目，奪得銀牌。